# جاي لوكاس
جاي لوكاس (بالإنجليزية: Jai Lucas)‏ مواليد 5 ديسمبر 1988 في هيوستن، هو لاعب كرة سلة أمريكي معتزل. بدأ مسيرته الاحترافية في سنة 2011. يبلغ طوله 5 قدم 10 بوصة (1.8 م). اعتزل اللعب في 2013. لعب مع نادي فالميرا لكرة السلة وكانتون شارج.